# Tom Clancy's Splinter Cell
Tom Clancy's Splinter Cell er et computerspil hvor man skal styre Sam Fisher, spillets hovedperson, som er en Splinter Cell agent, igennem en række hårrejsende missioner. 
Splinter Cell er et varemærke som tilhører Tom Clancys firma, Rubicon. Det franske spilfirma Ubisoft har købt licensen til at anvende prædikatet "Tom Clancys" på en serie særligt realistiske spil om moderne krig og terrorbekæmpelse. Figurerne i spillet samt organisationen "Third Echelon" er skabt af Ubisofts manuskriptforfatter JT Petty. Splinter Cell er udviklet hos Ubisoft Montreal i Canada. 
"Tom Clancy's" prædikatet anvendes på flere af Ubisofts udgivelser, Herunder også "Ghost Recon", "Rainbow Six" samt den seneste titel "EndWar", det medfører at spillene er "godkendt" af Tom Clancy, og at de dermed har en vis realismegrad.

## Tagline
"You are the best field-operative of a secretive NSA sub agency.
Sent to execute desperate missions, you are the last resort of your government. 
Should you be captured or killed, all knowledge of your existance will be denied. 
You are Sam Fisher. You are a Splinter Cell"

## Historie
Spillene foregår i en nær fremtid eller er nutidige. I det første spil som udkom i 2002, foregår historien i år 2003.
En såkaldt "Splinter Cell" agent, er som en lille glassplint: lille, skarp og næsten usynlig. Således opererer Splinter Cell enhederne alene, i modsætning til traditionelle specialstyrker, der opererer i små grupper eller patruljer på typisk fire eller fem mand. 
Hvis en Splinter Cell bliver taget til fange må han ikke afsløre sin identitet eller arbejdsgiver, og vil således ikke have status, eller rettigheder, som almindelig krigsfange ifølge Geneve konventionen. Hvis han bliver dræbt eller fanget, vil det det desuden blive totalt hemmeligholdt. 
Agenterne opererer således i højeste grad i ensomhed, derfor anvendes og rekrutteres kun særligt modne, erfarne, snarrådige soldater til disse opgaver. Tjenesten kræver selvsagt en lang række færdigheder, ekstrem selvdisciplin og usædvanligt god fysisk form, altsammen ting der karakteriserer soldater fra specialstyrker. 
Sam Fisher, spillets hovedperson, har en fortid i det amerikanske Navy Seal Team 3.
Sam Fisher er næsten altid alene i felten, men hans arbejdsgiver, det ultrahemmelige "Third Echelon" støtter ham altid under missionerne. Støtten foregår via radio og ved hjælp af "OPSAT", en Palmtm-PDA som indeholder data der vedrører den aktulle indsættlse, og løbende opdateres med efterretninger og "live updates". Sam Fisher har et særligt nært forhold til den unge "hacker"/IT ekspert Anna GrímsDóttir, som han ofte er i radiokontakt med under sine indsættelser. Hun leder et team af programmører der støtter agenterne i felten med teknik, kryptografi samt diverse data.

## Gameplay
Spillet er et såkaldt stealth/action spil, en genre som mange kender fra f.eks Metal Gear Solid serien, fra japanske Konami, på Metal Gear serien anvendes prædikatet "Tactical Espionage Action" Selvom denne betegnelse er lidt "japanglish" rent sprogligt, er det også en dækkende betegnelse for Splinter Cell serien: Spionage samt indsamling af efterretninger under taktisk indsættelse.
Lys og skygge er det mest karakteristiske element på grafiksiden i de tre første spil. Sam bevæger sig altid rundt i et miljø som er helt eller delvist mørklagt. 
I de tre første spil løser Sam altid opgaver ved at snige sig rundt på fjendlige objekter i mørke. Faktisk er det overraskende, så meget som fjenderne sparer på strømmen, men det gør det heldigvis nemmere at gemme sig.
Man følger Sam Fisher med et såkaldt "Third Person View" hvor man hele tiden kan se den figur man styrer, som regel ved at kigge henover skuldrene. Dette princip anvendes også i f.eks den berømte Hitman serie fra danske IO Interactive. 
For at man overhovedet kan se sin figur på de meget mørke baner, er der et svagt grønligt lys fra i linserne hans night vision briller, samt displayet på hans radio og PDA, dette er en rent spilteknisk nødvendighed. Det er desuden en detalje som fjenderne heldigvis aldrig lægger mærke til, eller er så høflige at se bort fra.
Et særligt kendetegn for spillets gameplay, er at næsten alle missionerne er baseret på "stealth" det gælder om at snige sig, og om at se uden at blive set. Ligesom i Hitman serien kendetegnes de fleste missioner ved at ubemærket infiltration er nødvendig for at opgaven kan løses. 
Det bedste resultat på de enkelte baner opnås ved ikke at anvende dræbende teknikker men blot gøre fjender bevidstløse, og gemme dem grundigt. I de fleste missioner vil drab af civile og non-kombattanter medføre at missionen afbrydes. Hver mission afsluttes med en "rating" Hvis man har løst alle delopgaver, og ikke er blevet erkendt på noget tidspunkt, samt ikke har slået nogle ihjel, vil man typisk opnå en 100% rating. Nogle NPCer har nyttige oplysninger, og dem kan man "afhøre" ved at true dem til at samarbejde. Andre gange har man brug for at tage en NPC med sig for at kunne slå en alarm fra, eller åbne døre som er tilsluttet en irisscanner.
Det andet spil i serien "Pandora Tomorrow" introducerede som noget nyt en multiplayer funktion, over X-Box Live, hvor man kan spiller mod hinanden over netværk, der kan spilles som vagter, "Argus-lejesoldater", eller "Shadownet" spioner. 
I det tredje spil "Chaos Theory" blev Co-Op delen forbedret og udvidet på en række områder. Blandt andet blev der introduceret en kampagne med tilknyttet historie. Kampagnen består af syv baner som to spillere kan spille som et makkerpar.
Det fjerde spil i serien "Double Agent" introducerer som noget nyt missioner i dagslys, og en Sam Fisher som har skiftet rolle og nu infilterer en terroristcelle som dobbeltagent. I det femte spil "Splinter Cell Conviction" lader det til at Sam Fisher er på flugt og bliver jagtet af sine egne, et populært koncept som f.eks også er aktuelt i filmene og bøgerne om Jason Bourne, eller i f.eks James Bond filmen "Quantum of Solace".

### Udrustning og våben
Sam Fisher, spillets hovedperson, benytter sig af en lang række gadgets og avanceret teknologi. 
Særligt vigtige er hans "Trident Goggles"/"Night Vision Goggles" : et særligt mørkekamps-udstyr, som ikke findes i virkeligheden. (på markedet findes ingen NVG som har integreret passiv lysforstærkning, termisk/varmesyn samt infrarød i samme enhed)  Brillerne har tre linser i én (trident)og anvender lysforstærkning, infrarød samt termisk teknologi, derudover har de et integreret kamera der gør at "Third Echelon" kan følge Sam Fisher live under operative indsættelser. Tom Clancy var oprindeligt imod konceptet da han påpegede at briller der integrerede passiv lysforstækning og termisk/varmesyn i én enhed, vil være umulige at lave. Brillerne med de tre linser fået en god "trademark" virkning. De tre svagt glødende grønne lamper er blevet Ubisofts visuelle symbol og logo for spillene. 
Derudover anvender Sam sin særlige Palmtm OPSAT, en modificeret Palm Pilottm PDA til militært brug, samt selvfølgelig en radio. 
De to håndvåben, et gevær og en pistol, som Sam anvender var begge baseret på prototyper i 2002. På det tidspunkt var de således "fremtidens våben" men begge er nu i produktion hos den belgiske våbenproducent FN Herstal, tidligere: "Fabrique Nationale". 
Der er tale om en lyddæmpet pistol: "Five-seveN® Tactical", i spillet blot kaldet "SC Pistol", der benytter 5.7x28mm ammunition. Desuden benyttes på større afstande, og når der er brug for større ildkraft, et gevær af typen F2000, som i spillet kaldes "SC-20K", F2000 anvender 5.56x45mm NATO ammunition. Geværet har et såkaldt Bullpup design, det er et modulært våbensystem, der kan tilpasses og samles på forskellige måder. Våbnet har et integreret optisk sigte men kan også leveres med faste sigtemidler. Våbnet kan som alle moderne rifler til militært brug afgive enten enkeltskud eller fuldautomatisk ild. 
I spillet kan våbnet udvides med tre moduler: ét til finskytte/skarpskydning; "Sniper Attachment" som anvender 20mm panserbrydende ammunition af APDS typen, én granatkaster samt et halvautomatisk haglgevær. 
I spillet findes desuden, rent fiktivt, forskellige former for "ikke dræbende" ammunition: en "sticky shocker" som slår modstanderen ud ved at give elektrisk stød. Et "sticky camera" som er ammunition med et lille kamera indbygget, det indeholder desuden giftgas der kan gøre modstandere bevidstløse. En "ring airfoil round" som minder lidt om tidligere tiders "gummikugler" den anvendes til skud mod hovedet for at slå modstanderen ud, men kan være dræbende.
På den F2000 der i dag er i produktion, findes indtil videre kun granatkaster som udvidelse.
Først i det tredje spil i serien "Chaos Theory" introduceres en dobbeltægget kampkniv "commando dagger" der ligner en Applegate Fairbain, Gerber Mark II, Gerber Guardian, SOG Pentagon eller tilsvarende. 
Dette giver Sam muligheden for at supplere sin pistol, der ofte anvendes på klos hold, med en ligeså lydløs, men mere blodig metode, til at skaffe sig af med uheldige vagter som kommer i vejen. I det fjerde spil "Double Agent" anvendes en anden kniv som har en vis lighed med en Benchmade 140SBK Nimravus.